# Wan Sida
Wan Sida, född 1633, avliden 1683, var en kinesisk författare och akademiker. Han växte upp i tumulten efter Mingdynastins fall och beslöt sig för att avstå från att ta de kejserliga examina och istället ägna sitt liv åt studiet av de kinesiska klassikerna.